# Hakudō Nakayama
Pour les articles homonymes, voir Nakayama (homonymie).
Hakudō Nakayama (中山 博道, Nakayama Hakudō, 11 février 1872 - 14 décembre 1958) est un pratiquant japonais d'art martial et fondateur du style d'iaidō appelé Musō shinden ryū. Né à Kanazawa, il déménage vers Tokyo à l'âge de 19 ans et intègre le dojo de Shingorō Negishi de l'école Shindō Munen-ryū. Il reçoit les titres de jūdan et hanshi dans le kendo et le Shintō Musō-ryū (jōdō). 